# Otto Wagner
Otto Koloman Wagner (Viena, 13 de julho de 1841 – Viena, 11 de abril de 1918) foi um arquiteto e planejador urbano austríaco. Foi um dos líderes da Secessão de Viena e do art nouveau. Muitos de seus trabalhos se encontram em sua cidade natal, Viena. Seus primeiros trabalhos foram inspirados pela arquitetura clássica. Já seus últimos trabalhos tinham formas geométricas e ornamentos mínimos, expressando claramente sua função, num prenúncio do que seria a arquitetura moderna.
Otto Wagner foi um dos arquitetos mais importantes do início do século XX, período de transição dos estilos arquitetônicos, e um dos fundadores da construção de cidades modernas. Formado no instituto politécnico de Viena e na academia real da construção em Berlim, desenvolveu seus trabalhos com base em conhecimentos de engenharia e de arquitetura. Encontramos, em suas obras, uma arquitetura clara e progressista.

## Educação e início de carreira
Wagner nasceu em 1841 em Penzing, um distrito de Viena. Era filho de Suzanne (nascida von Helffenstorffer-Hueber) e Rudolf Simeon Wagner, um notário da corte húngara. Ele começou seus estudos de arquitetura em 1857, com a idade de dezesseis anos, no Instituto Politécnico de Viena. Ele terminou seus estudos lá e, em 1860, viajou para Berlim para estudar na Academia Real de Arquitetura sob a orientação de Carl Ferdinand Busse, um classicista e aluno de Karl Friedrich Schinkel, um líder da escola alemã de arquitetura neoclássica e neogótica. Ele retornou a Viena em 1861 e continuou seus estudos de arquitetura na Academia de Belas-artes de Viena, sob a orientação de August Sicard von Sicardsburg e Edouard von der Nüll, que haviam projetado a Ópera Estatal de Viena e os monumentos da Ringstraße de Viena.
Em 1862, com a idade de 22 anos, ele entrou na firma de arquitetura de Ludwig Förster, cujo estúdio desenharia muitas das obras da Ringstraße. A primeira parte de sua carreira foi devotada à transformação desse bulevar numa mostra dos estilos neoclássico, neorrenascentista e neogótico. Durante esse período, que durou até aproximadamente 1880, ele descreveu seu próprio estilo como "um tipo de Renascimento livre".
Seu primeiro grande trabalho foi a Sinagoga Ortodoxa, na rua Rumbach, em Budapeste. Seu projeto foi escolhido em uma competição que aconteceu em 1868, quando ele tinha 27 anos de idade. O salão octogonal da sinagoga foi escondido atrás de um edifício de quatro andares que dava para a rua. O salão era iluminado através de vitrais na lanterna acima, e de grandes janelas circulares em cada uma das oito baías. No primeiro andar acima do térreo, havia uma galeria octogonal reservada às mulheres. A fachada era feita de tijolos de diferentes cores, e era decorada com minaretes e torres de aparência mourisca, enquanto o interior apresentava padrões coloridos de fino mosaico nas paredes e colunas ricamente decoradas que apoiavam arcos sobre cada uma das baías.
Ele começou a desenvolver sua própria filosofia arquitetônica, baseada na necessidade de os edifícios serem, basicamente, funcionais. Ele continuou a desenvolver essa ideia ao longo de sua carreira. Em 1896, em seu livro "Arquitetura moderna", ele escreveu: "só o que é prático pode ser belo".

## Primeiros projetos e a primeiraVilla Wagner(década de 1880)
Na década de 1880, ele começou a construir edifícios nos quais ele era tanto o arquiteto quanto o investidor, obtendo uma parte dos lucros. Em 1882, ele desenhou um luxuoso edifício de apartamentos na Stadiongasse, em Viena, próximo ao parlamento e à prefeitura. A fachada era inspirada no Renascimento, mas o interior era projetado para ser extremamente prático, luxuoso e feito dos materiais da melhor qualidade possível. Os lucros obtidos com esse edifício lhe permitiram construir vários edifícios similares. O edifício se encaixava na sua filosofia de união da beleza com a função.
Seu próximo grande projeto foi a sede do Länderbank austríaco, em Viena. Ele ganhou o concurso arquitetônico em 1882 e construiu o edifício em 1883-1884. Ele foi construído em um terreno acidentado, em ângulo com a rua, o que lhe possibilitou ser mais criativo. A fachada renascentista de cinco andares não dava ideia da complexidade do edifício atrás, que tinha muitos eixos divergentes. O visitante passava por um vestíbulo circular, e então virava para um salão central semicircular com vários andares e uma claraboia de vidro, onde era exercida a atividade bancária. Ele também usou novos materiais, como um gesso liso, e janelas muito maiores do que o normal na época, repetindo-as em cada andar. Posteriormente, ele descreveu: 

A demanda por ar e luz, o desejo de assegurar fácil circulação e orientação no interior, e especialmente o fato de as atividades bancárias poderem ser desenvolvidas em qualquer direção, tornaram desejável que se pudesse transformar facilmente os espaços de trabalho.
Ele seguiria os mesmos princípios vinte anos depois, quando ele desenhou o Banco de Poupança Postal, em Viena.
O projeto seguinte, em 1886, foi a primeira Villa Wagner, uma casa de campo que ele construiu para si próprio nos limites dos bosques de Viena. Ele a chamou de seu "sonho italiano", e tinha elementos neoclássicos inspirados por Andrea Palladio. Ela estava cercada por um parque que fora cuidadosamente planejado para complementar a arquitetura. A fachada principal tinha uma escadaria dupla que ascendia a um pórtico com uma colunata, que era a entrada para o grande salão. A varanda era decorada com ferro forjado curvo, estátuas e um teto em caixotão. Em ambos os finais da villa principal, havia pérgulas com colunatas abertas. Em ambos os lados da escadaria principal de entrada, ele colocou placas em latim com sua filosofia: "sem arte e amor, não há vida" e "a necessidade é a única senhora da arte". Em 1895, ele modificou a casa. Uma das pérgulas foi transformada de um jardim de inverno para uma sala de bilhar iluminada por vitrais floridos criados por Adolf Böhm. A outra pérgula foi transformada no seu estúdio, também com coloridas janelas decorativas.
Mais dois prédios seus apareceram nos bulevares de Viena. O primeiro, completado em 1887, era um prédio de apartamentos de seis andares na rua da Universidade, com uma fachada vertical rigorosa dividida por pilastras ornamentais, dividida horizontalmente por uma sacada de ferro forjado extremamente ornamentada no primeiro andar e uma cornija esculpida abaixo do telhado, dividindo a fachada em três partes distintas. O segundo prédio era o edifício Zum Anker, em Spiegelgasse e Graben, o histórico bulevar no coração da cidade. O edifício, completado em 1894, combinava apartamentos nos andares superiores e lojas no nível da rua, com grandes vidraças de exposição. No topo, havia outra estrutura em vidro, como um pequeno templo, que continha um estúdio de fotografia. Era outro notável exemplo da engenhosa adaptação de Wagner do desenho de seus prédios para sua função.

## Planejamento urbano eStadtbahnde Viena (1894–1900)
Na década de 1890, Wagner se tornou crescentemente interessado em planejamento urbano. Viena estava crescendo rapidamente; alcançou uma população de 1 590 000 habitantes em 1898. Em 1890, o governo da cidade decidiu expandir o sistema de trânsito urbano para os novos bairros. Em abril de 1894, Wagner foi nomeado conselheiro artístico do novo Stadtbahn (ferrovias da cidade) e ganhou, gradualmente, responsabilidade pelo planejamento de pontes, viadutos e estações, incluindo elevadores, sinais, iluminação e decoração. Wagner contratou setenta artistas e projetistas para suas estações, incluindo dois novos designers que logo se tornariam famosos no surgimento da arquitetura moderna, Joseph Maria Olbrich e Josef Hoffmann.
O comitê da cidade responsável pelo projeto especificou que os prédios deveriam ser cobertos com gesso branco, para uniformização, e que o estilo deveria ser o renascentista, também por questão de uniformização. Trabalhando segundo esses requerimentos, Wagner desenhou estações e outra estruturas que combinavam utilidade, simplicidade e elegância. A mais notável estação desenhada por Wagner foi a da Praça de Carlos (1894-99). Ela tinha dois pavilhões separados para as duas direções, e foi construída com armação metálica, e coberta por placas de mármore no exterior e placas de gesso no interior. O exterior foi coberto por desenhos de girassóis. A decoração dourada confere elegância e funcionalidade à construção.

## A Secessão de Viena
Em 1894, ele se tornou professor de arquitetura na Academia de Belas-Artes de Viena, e passou cada vez mais a expressar a necessidade de abandonar formas históricas e românticas para desenvolver o realismo arquitetônico, onde a forma é determinada pela função do edifício. Em 1896, ele publicou um livro-texto chamado "Arquitetura moderna", no qual ele expressava suas ideias sobre o papel do arquiteto; ele foi baseado no texto de sua aula inaugural na academia. Seu estilo incorporava o uso de novos materiais e novas formas para refletir o fato de que a sociedade estava mudando. No seu livro-texto, ele afirmava que "novas visões e desafios humanos exigiam uma mudança ou reconstituição das formas existentes". Ele escreveu, em seu manifesto:

A arte e os artistas têm o dever e a obrigação de representar o seu período. A aplicação aqui e ali dos estilos anteriores, como vimos nas últimas décadas, não pode ser o futuro da arquitetura... O realismo do nosso tempo precisa estar presente em cada nova obra de arte.
Em 1897, ele se alinhou com a Secessão de Viena, um movimento iniciado por cinquenta artistas formalmente conhecidos como Associação de Artistas Plásticos Austríacos. Seus membros fundadores incluíam Gustav Klimt, seu primeiro presidente, Joseph Maria Olbrich, Josef Hoffmann e Koloman Moser. A Secessão declarou guerra ao historicismo e realismo decretados pelas academias de arte, e defendeu a abolição dos limites entre belas-artes e artes decorativas e aplicadas, e entre arte e arquitetura. Seu objetivo foi sintetizado por Olbrich, estudante de Wagner: "Para cada época, sua própria arte; para cada arte, sua liberdade". A mais famosa obra arquitetônica da Secessão, o Edifício da Secessão (1897-98), de Olbrich, mostrava influência de Wagner. Entretanto, depois do sucesso das obras da Secessão na exposição de Paris de 1900, muitos de seus membros desejaram produzir móveis e outros objetos em série, e disputaram a direção da Secessão. A disputa alcançou seu auge em 1905, quando um dos principais pintores da Secessão, Carl Moll, propôs que o movimento adquirisse uma proeminente galeria de arte de Viena para exibir trabalhos de artistas do movimento. Os artistas mais tradicionais do movimento, no entanto, se opuseram. Foi feita uma votação para decidir a questão, e a posição de Klimt foi derrotada por um voto. Klimt, Wagner, Moser e Hoffmann, imediatamente, se desligaram do movimento.
Wagner exercia uma grande influência sobre seus alunos na academia. Esta "escola de Wagner" incluía Josef Hoffmann, Joseph Maria Olbrich, Karl Ehn, Jože Plečnik e Max Fabiani. Outro estudante de Wagner era Rudolph Schindler, que disse que "a arquitetura moderna começou com Mackintosh na Escócia, Otto Wagner em Viena e Louis Sullivan em Chicago".

## Majolika-Hause os edifícios daLinke Wienzeile(1898-99)
Os edifícios da Linke Wienzeile são três edifícios de apartamentos em Viena, construídos em 1898-99. O mais famoso destes é a casa Majolika, no número 40 da rua Linke Wienzeile. Sua fachada é, inteiramente, coberta com maiólica, ou ladrilhos de cerâmica vidrada em arranjos florais coloridos que caracterizaram o período inicial da Secessão de Viena. O desenho floral art nouveau da fachada foi feita por Alois Ludwig, aluno de Wagner. O outro edifício, situado no número 38 da mesma rua, é chamado de "casa com medalhões" por causa de sua decoração de medalhões de estuque dourado de Koloman Moser, aluno de Wagner e seu frequente colaborador. O telhado, visível a longa distância, apresenta várias cabeças esculpidas, chamadas "As choronas", ou "As mulheres choronas", de Othmar Schimkowitz. Este forneceu escultura para mais dois marcos da Secessão de Viena de Hoffmann, incluindo os anjos no telhado da Igreja de Steinhof, e as esculturas do Banco Postal Austríaco de Poupança. As esculturas e outros ornamentos foram removidos quando o estilo saiu de moda, mas foram recentemente restaurados.
Wagner possuía um apartamento em um terceiro edifício, no número 3 do beco Köstler. Ele apresentava decoração baseada em impressos florais japoneses, e móveis criados por ele mesmo, mas seu item mais famoso era o banheiro. Uma placa de mármore na parede servia de base para o chuveiro, a pia era feita de mármore com pés de níquel, e a banheira era de vidro sobre uma armação de níquel. Wagner apresentou o banheiro na Exposição Universal de 1900, em Paris.

## Igreja de São Leopoldo (1902-1907)
A igreja de São Leopoldo foi construída para complementar um novo grande hospital psiquiátrico que estava sendo construído nos arredores de Viena. Otto completou o projeto do hospital, mas só recebeu comissão pela igreja. Anteriormente, Otto havia escrito um estudo acadêmico intitulado "O estilo moderno na construção de igrejas". Portanto, era a ocasião ideal para ele colocar em prática suas ideias.
A característica principal da igreja era sua cúpula. A fachada era coberta por placas de mármore de dois centímetros de espessura, fixadas por parafusos com cabeça de cobre. O mesmo padrão branco e dourado era mantido no interior da igreja. A igreja podia abrigar oitocentas pessoas, e contava com quatrocentas cadeiras, divididas em seções para homens, mulheres e funcionários do hospital. O teto era branco, dividido em seções por linhas douradas. O altar era coberto por uma cúpula dourada, que combinava com a cúpula dourada da igreja. O piso era feito de telhas brancas e pretas, e era levemente inclinado, para favorecer a vista do altar. Os vitrais haviam sido desenhados por Koloman Moser, um colaborador frequente de Otto. Foi um dos primeiros e mais celebrados exemplos de igreja com arquitetura moderna.

## Banco Postal Austríaco de Poupança (1903-1912)
Nos anos seguintes, Otto experimentou continuamente. Ele tentou novos materiais, como alumínio, que ele usou na decoração do escritório do jornal "A hora", de Viena. Seu experimento mais ambicioso foi o Banco Postal Austríaco de Poupança (1903-1912), que é, frequentemente, considerado seu trabalho mais famoso. Foi o primeiro exemplo de sua doutrina de que "a forma segue a função". Ele escreveu:

Toda a criação moderna deveria corresponder aos novos materiais e às novas demandas de nosso tempo, se ela quer se harmonizar com o homem moderno.
Otto concebeu o prédio em 1903, quando tinha 62 anos de idade, e continuou a trabalhar no prédio até ele ficar concluído. O exterior era coberto com placas de mármore com cravos ornamentais de alumínio, seguindo um padrão geométrico. O mais notável, porém, era o interior do prédio. O saguão central, onde ficavam os caixas, tinha um teto suspenso de aço e vidro, e um piso com telhas de vidro. Ele usou extensamente novos materiais, como o alumínio, para maçanetas, grelhas e luminárias. Não havia decoração: todos os elementos eram limpos, geométricos e funcionais. Os móveis seguiam o estilo da arquitetura do edifício.

## Vida posterior e projetos
Em 1905, ano em que deixou a Secessão, Hoffmann já possuía uma reputação internacional. Nesse ano, ele propôs um plano monumental para o Palácio da Paz em Haia proposto pelo filantropo Andrew Carnegie, mas ele nunca foi realizado. Ele continuou a produzir novas edições de seu livro "Arquitetura moderna", e três volumes intitulados "Esboços", "Projetos" e "Construções". Ele publicou uma série de livros com temas como arquitetura de teatros, arquitetura de hotéis, e um trabalho particularmente visionário, "A grande cidade", publicado em 1911, devotado ao planejamento urbano, explicando como a expansão das grandes cidades deveria ser gerida. Ele participou do congresso internacional de arquitetura em Londres em 1906, e do congresso internacional de arte urbana em Nova Iorque em 1910. No mesmo ano, ele se tornou vice-reitor da Academia de Belas-Artes de Viena. Foi nomeado vice-presidente da Comissão Permanente do Congresso de Belas-Artes em Paris em 1912. Nesse ano, ele propôs, para Viena, um museu municipal bem moderno, dedicado ao imperador Francisco José. Entretanto, a competição final do projeto foi ganha por um dos antigos estudantes de Otto, Josef Hoffmann. O projeto foi paralisado devido ao início da Primeira Guerra Mundial em 1914. Em 1913, Otto se tornou professor honorário da academia e se aposentou, mas continuou a lecionar para alunos que haviam se matriculado antes de sua aposentadoria.
Embora ele tenha proposto inúmeros projetos, só alguns deles foram efetivamente construídos. Entre eles, um incrivelmente geométrico e modernista hospital para doentes de lúpus em Viena em 1908. Seu último projeto em grande escala foi um edifício de trinta grandes apartamentos em Neustiftgasse e Döblergasse. O edifício tinha fachada em gesso, com discreta decoração geométrica em cerâmica azul (Döblergasse) e peças de vidro preto (Neustiftgasse). Otto possuía seu próprio apartamento no segundo andar do edifício de Döblergasse. Ele projetou todos os móveis, carpetes, decoração, toalhas e apetrechos do banheiro desse apartamento. O térreo do edifício também serviu como escritórios do movimento Wiener Werkstätte de 1912 a 1932.

## A segundaVilla Wagner(1912)
Outro de seus últimos projetos foi a segunda Villa Wagner, em Hüttelbergstrasse, em Viena. Ela estava localizada próxima à primeira Villa Wagner, que Otto havia vendido em 1911. Era consideravelmente menor que a primeira villa. O edifício foi projetado para ser extremamente simples e funcional, com um máximo de luz, e um máximo de uso de novos materiais, incluindo concreto reforçado, asfalto, mosaicos de vidro e alumínio. A villa era em formato de cubo, com paredes de gesso branco. A decoração primária exterior era de bandas de telhas azuis de vidro em padrões geométricos. A entrada principal era atingida por uma monumental escada dupla que conduzia ao primeiro andar. O alojamento dos empregados era no térreo. O primeiro andar era composto por um grande salão, que servia também de sala de jantar. Para os móveis, Otto selecionou trabalhos de Marcel Kammerer, um antigo estudante seu. Otto queria que a casa se tornasse a residência de sua mulher após a sua morte, mas ela morreu antes dele, e ele vendeu a casa em setembro de 1916.
Otto morreu em 11 de abril de 1918, logo após o fim da Primeira Guerra Mundial, no seu apartamento em Döblergasse, em Viena.

## Móveis
Frequentemente, Otto desenhou móveis para complementar a arquitetura de seus prédios. Seus móveis para o Banco Postal Austríaco de Poupanças foram particularmente notáveis por sua simplicidade e funcionalidade, e pela combinação de materiais tradicionais com materiais novos, como alumínio.